# Доучи
Доучи (кит. 豆豉, пиньинь dòuchǐ) — блюдо китайской кухни, ферментированные цельные соевые бобы, приобретающие в процессе приготовления чёрный цвет. Это первый известный продукт из сои, изобретённый ещё до нашей эры, вместе с этим он продолжает оставаться популярным, особенно в южном Китае. У доучи есть множество разновидностей, самая популярная — солёная, которая засевается грибами-аспергиллами и употребляется во влажном виде.
Приготовление доучи начинается с вымачивания соевых бобов, которые затем варят, оставляют ферментироваться, затем промывают (только аспергилловые виды) и оставляют дозревать. Продолжительность всех этапов зависит от вида доминирующих микроорганизмов и рецепта; доучи может готовиться от месяца до года.
Исторически этот продукт считался полезным для здоровья, современные исследования демонстрируют его питательную ценность, изучается возможность его применения как лекарства при диабете, тромбозе и других заболеваниях.

## История
Доучи уже был известен в Китае ко II веку до н. э.; следы этого продукта были обнаружены в захоронении № 1 в Мавандуе, относящемся к 165 году до н. э., а первое письменное упоминание доучи находится в летописи Бэньцао ганму, это первое описание соевого продукта в истории. Он наиболее популярен в южном Китае, а также попал в соседние страны; в частности, одна из теорий происхождения японского натто и корейского чхонгукчана заключается в адаптации доучи к местным ингредиентам. В Японии доучи именуется сиокара-натто (яп. 塩辛納豆), он готовится точно так же, как и китайская разновидность, но иначе, чем обычный (итохики)-натто, в который соль не добавляют.
Название «доучи» распространилось в 7 столетии, до того его именовали «юшу».
В некоторых регионах современной КНР доучи входит в повседневную кухню; большинство его видов имеют сладковатый вкус, но есть и острые. Обычно доучи применяется как закуска или приправа, либо как ингредиент при приготовлении супов, овощей, мяса или морепродуктов. Популярные добавки в доучи — имбирь, смесь пяти приправ и апельсиновая цедра. Потребление доучи растёт.

## Виды
У доучи имеется множество разновидностей. По типу сырья его делят на доучи из жёлтых и из чёрных бобов. По доминирующей культуре микроорганизмов — на аспергилловый (самый популярный), мукоровый (сычуаньский и чунцинский), ризопусовый и бактериальный (популярен в Шаньдуне, Юньнани и Гуйчжоу); бактериальная ферментация происходит неконтролируемо, и в доучи последнего вида могут размножиться болезнетворные микроорганизмы. По содержанию влаги доучи бывает сухим, влажным (самый популярный вид, который не подвергается сушке; производится в основном на севере Китая) и жидким (с добавлением воды). По солёности — бессолевым (дань) и солёным (сянь). Бессолевой доучи сильно потерял в популярности ко второй половине XX века.

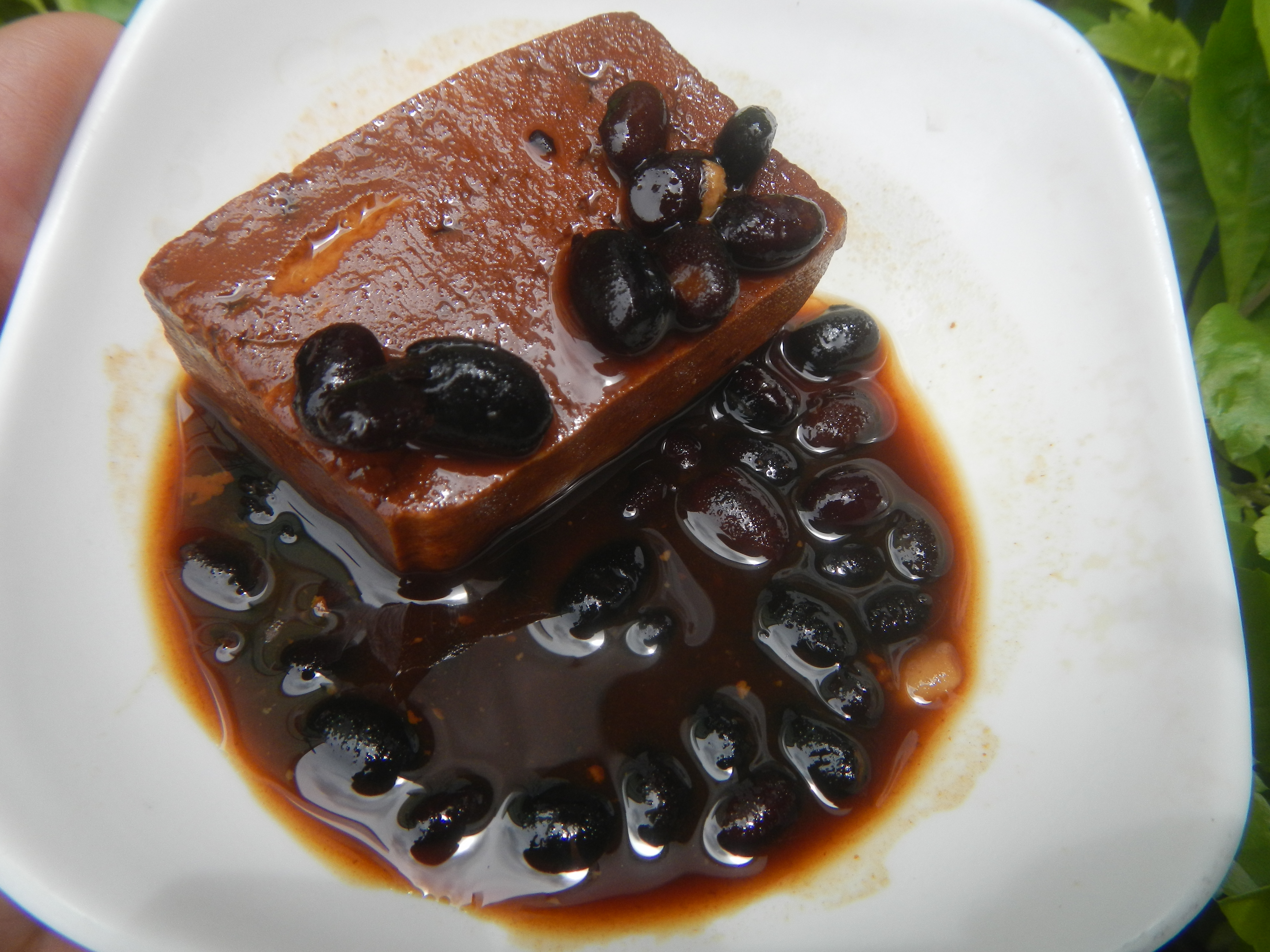
Жидкий доучи с тофу
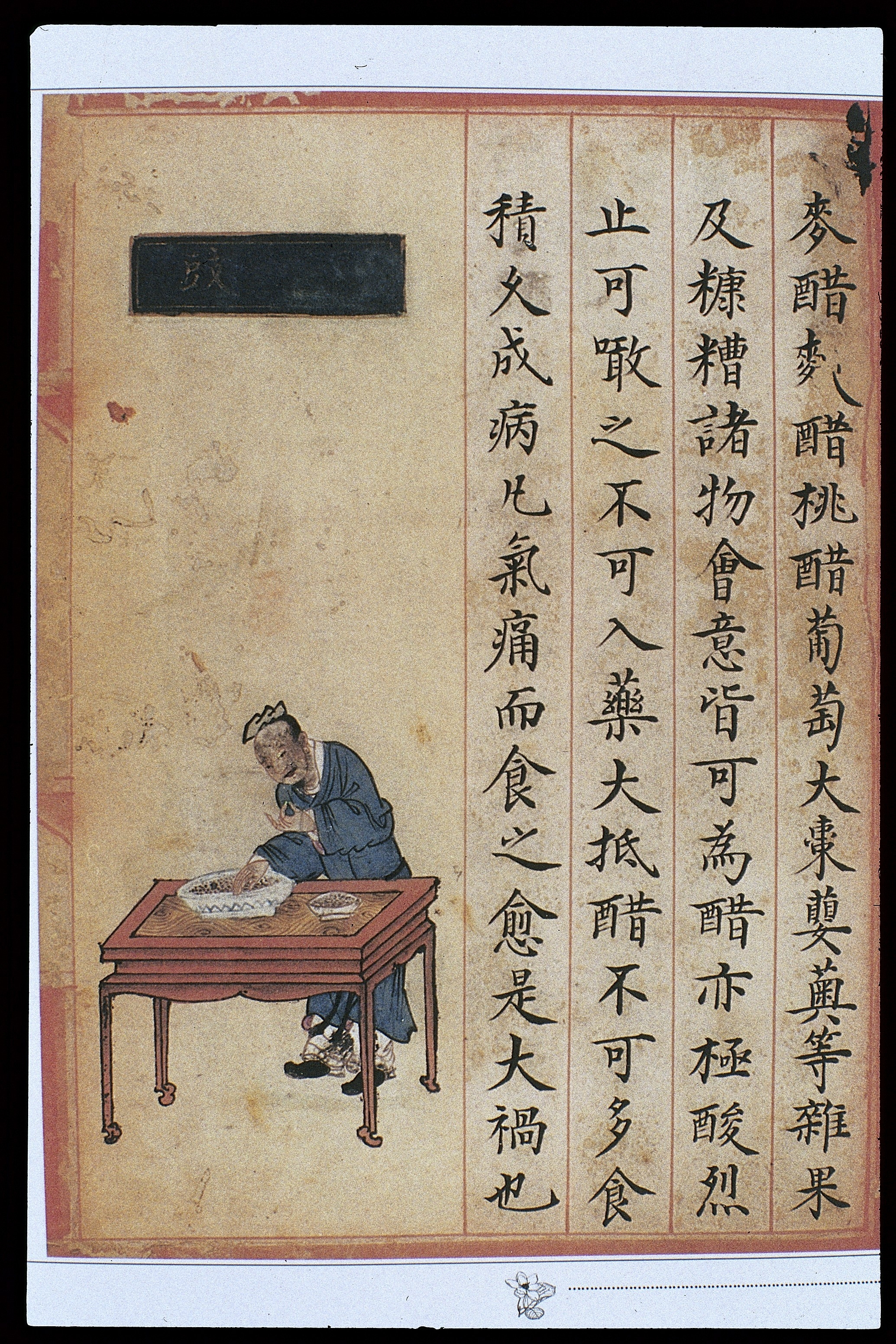
Страница из медицинского трактата с доучи
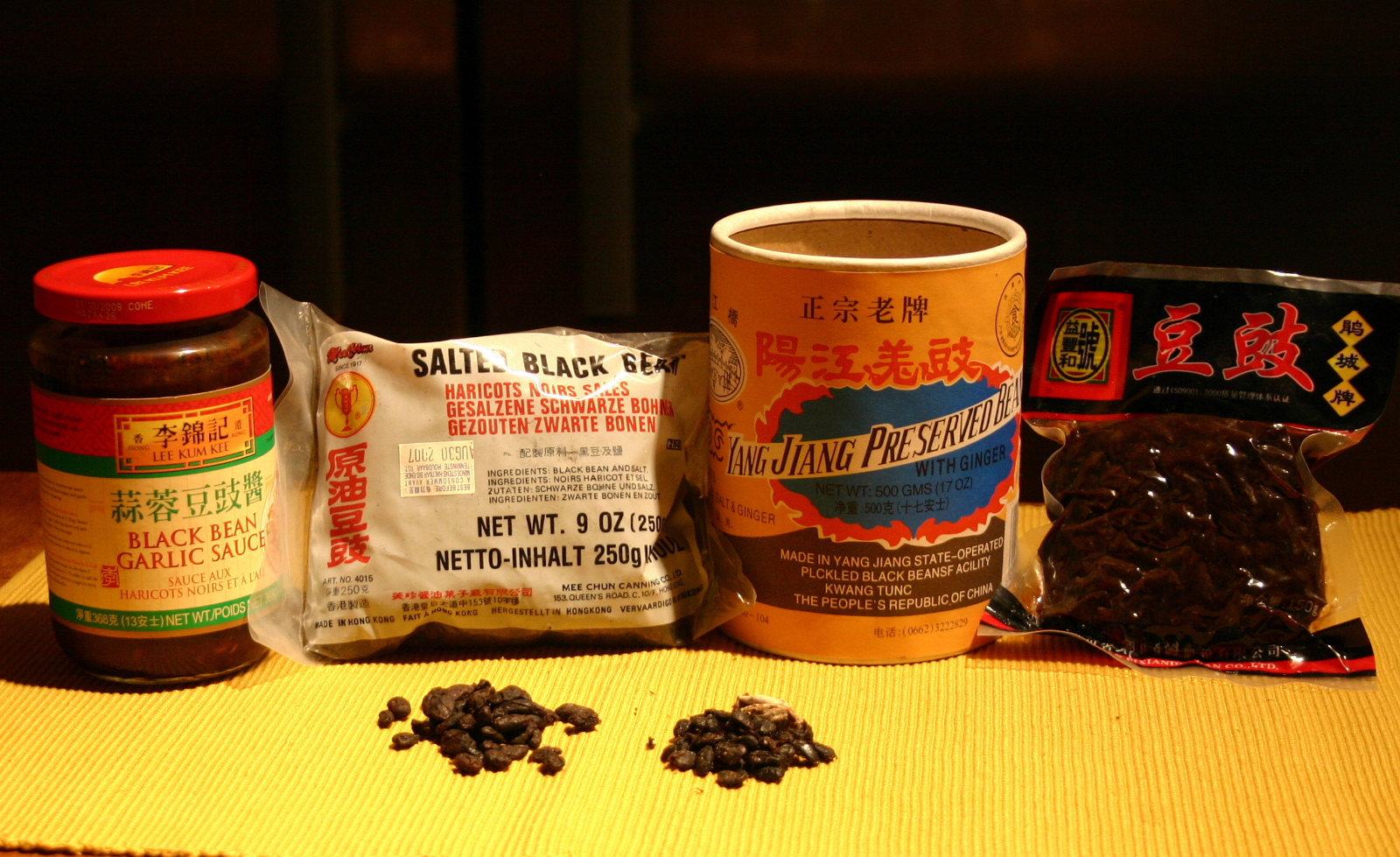
Коммерческие разновидности доучи

## Производство
Производственный процесс включает двухступенчатую подготовку (вымачивание и варку на пару́) и двухступенчатую ферментацию (сперва грибами или бактериями, а затем дрожжами или лактобактериями), а также необязательную сушку на солнце. Приготовление доучи схоже с тем, как делают мисо, однако в этом продукте бобы остаются целыми.
В идеале для доучи выбирают свежие мелкие бобы, которые моют и вымачивают в воде от 2 до 8 часов при комнатной температуре. Традиционно следующим этапом была варка бобов в кипятке, однако в промышленном производстве обычно используется варка на пару в течение 4 часов при нормальном атмосферном давлении или 40 мин — 1 часа при 0,1 МПа; готовые бобы сушат и охлаждают до температуры около 35—40° C. Варка убивает микроорганизмы, которые могут помешать желаемой культуре колонизировать соевые бобы. Желаемое содержание воды в аспергилловом доучи после варки — 50 %, в мукоровом — 45 %
Следующий этап — первая ферментация, которую осуществляют грибы или бактерии. В домашних условиях варёную сою оставляют в тёплом (для Aspergillus oryzae) или холодном (для мукор) помещении в бамбуковых мисках, либо заворачивают в рисовую солому для заражения сенной палочкой и лактобациллами, и ферментация происходит спонтанно, а при промышленном производстве соевую массу заражают коммерческими штаммами микроорганизмов. Ферментация занимает около 72 часов.
Затем в доучи добавляют соль и немного сахара, иногда также вкусовые добавки типа растёртого в кашицу болгарского перца, и оставляют дозревать. Соль убивает многие микроорганизмы, замедляя созревание продукта. Избыточное размножение аспергиллов в доучи придаёт продукту горечь, поэтому бобы, подвергшиеся аспергилловой ферментации, сначала промывают. Этот этап может занимать разное время для разных видов доучи: тунчуаньский доучи готовится 8—12 месяцев, а люянский — всего 30 дней. Гидролиз белков в основном происходит на этапе дозревания. Бессолевой доучи дозревает на несколько дней раньше.
На протяжении всего процесса ферментации в доучи постоянно растёт концентрация свободных аминокислот. Основная аминокислота в готовом продукте — глутаминовая кислота, также в нём много молочной кислоты. Количество фенилаланина и треонина при этом увеличивается больше, чем вдвое; единственная аминокислота, содержание которой в готовом продукте ниже, чем в сырье, — аргинин. В целом в грамме готового доучи содержится около 27 мг органических кислот.
Готовый доучи имеет характерный запах, который многие потребители считают приятным. С химической точки зрения за аромат доучи отвечают пиразины, сложные эфиры, кислоты и спирты.

## Влияние на здоровье
Доучи считается питательным и полезным продуктом, стимулирующим аппетит и пищеварение. В китайской культуре ему приписываются способности улучшать настроение, предохранять от астмы и так далее, жидкость из бессолевого доучи использовали как лекарство. В современных КНР и Тайване доучи продолжают использовать в народной медицине.
Питательность свежей сои ограничивается ингибиторами трипсина, лектинами и вызывающими метеоризм олигосахаридами, а также прочностью клеточных оболочек, усложняющих проникновение пищеварительных ферментов; ферментация сои значительно увеличивает её питательность.
Исследования 2000-х годов показывают, что доучи демонстрирует способность ингибировать альфа-глюкозидазу, что даёт основания полагать о его полезности для лечения инсулинорезистентного диабета. Среди продуктов из Aspergillus oryzae, Actinomucor elegans и Rhizopus arrhizus наибольшую антигипергликемическую способность имеет доучи первого типа. Бактериальный доучи демонстрирует противотромбовые свойства. Также в доучи содержатся антиоксиданты, изофлавоноиды, а также ингибиторы АПФ и ацетилхолинэстеразы.